# Юленурмеська сільська рада
Ю́ленурмеська сільська рада (ест. Ülenurme külanõukogu, рос. Юленурмеский сельский совет) — сільська рада в Естонській РСР та Естонській Республіці, адміністративно-територіальна одиниця в складі повіту Тартумаа (1945—1950, 1990) та Тартуського району (1950—1990). Утворена 1945 року як Ле́мматсіська сільська рада (ест. Lemmatsi külanõukogu, рос. Лемматсиский сельский совет), перейменована 1981 року.

## Географічні дані
Сільська рада розташовувалася в центральній частині Тартуського району.
1970 року площа сільради складала 89 км2, 1 січня 1976 року — 83 км2.
Населення за роками

## Населені пункти
1979 року Лемматсіській (Юленурмеській) сільській раді підпорядковувалися 14 населених пунктів:
2 селища: Тирванді (Tõrvandi), Юленурме (Ülenurme);
12 сіл: Иссу (Õssu), Кюлітсе (Külitse), Лаане (Laane), Лемматсі (Lemmatsi), Лепіку (Lepiku), Ляті (Läti), Реола (Reola), Ряні (Räni), Сойнасте (Soinaste), Соосілла (Soosilla), Тясвере (Täsvere), Угті (Uhti).
Під час адміністративної реформи 1975—77 років на території сільради шляхом приєднання до сусідніх населених пунктів ліквідовані села: Аакару (Aakaru), Гааґе (Haage), Мяекюла (Mäeküla), Ряні-иссо (Räni-õsso), Варіку (Variku) та поселення Рянна (Ränna asundus).

## Землекористування
1954 року в межах території сільради землями користувалися колгоспи: ім. В. І. Леніна, «Колективна сила» («Ühisjõud»), «Сіяч» («Külvaja»), а також радгоспи «Юленурме» та «Нигіару» (Nõgiaru).

## Історія

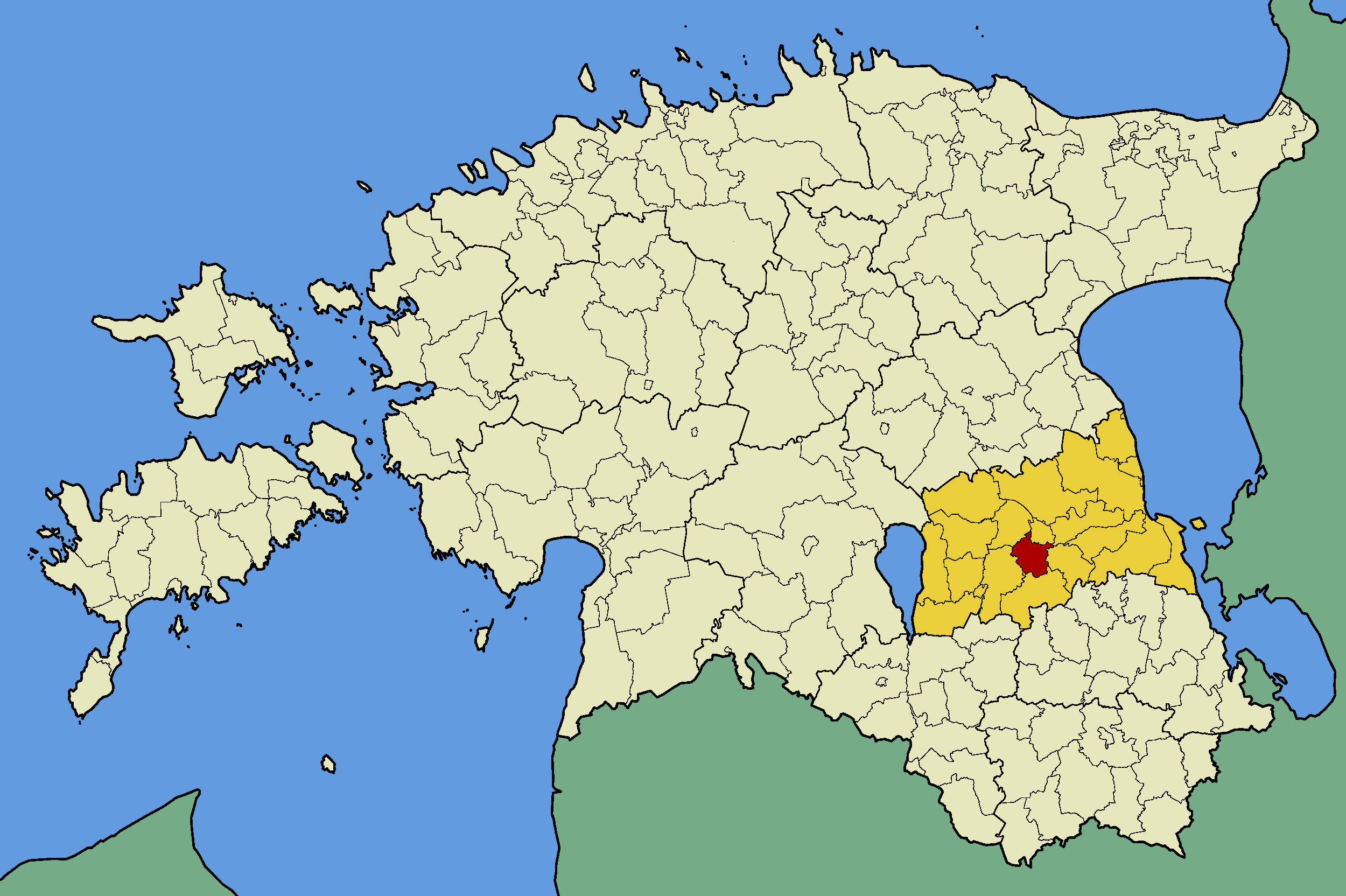
Волость Юленурме після 1990 року

13 вересня 1945 року на території волості Ропка в Тартуському повіті утворена Лемматсіська сільська рада з центром у селі Кюлітсе.  Головою сільської ради обраний Лего Пярнсалу (Leho Pärnsalu), секретарем — Агнес Парв (Agnes Parv).
26 вересня 1950 року, після скасування в Естонській РСР повітового та волосного поділу, сільська рада ввійшла до складу новоутвореного Тартуського сільського району.
17 червня 1954 року територія сільради збільшилася на півночі внаслідок приєднання земель ліквідованої Сойнастеської сільської ради. Адміністративний центр розташовувався в селі Лемматсі. 3 вересня 1960 року до складу сільради передана територія радгоспу «Нигіару» (Nõgiaru), що належала Ниоській сільській раді Елваського району. 28 грудня 1962 року завдяки відокремленню від території сільради 286,8 га розширилися адміністративні кордони міста Тарту. 27 грудня 1968 року сільрада отримала 160 га від Тягтвереської сільради та передала 2018 га Ниоській.
3 грудня 1971 року адміністративний центр сільради перенесений з села Лемматсі до села Кюлітсе.
27 грудня 1976 року територія сільради зменшилася внаслідок передачі Ниоській сільській раді 122 га, що належали радгоспу «Нио». 22 квітня 1977 року задля збільшення адміністративної території міста Тарту Лемматсіська сільрада втратила 292 га своєї площі, де мешкали 1155 осіб. Село Варіку Лемматсіської сільради вилучено зі списку населених пунктів Естонської РСР після включення території села в межі міста Тарту.
8 грудня 1981 року Лемматсіська сільська рада перейменована на Юленурмеську, а також адміністративний центр сільради перенесений із села Кюлітсе до селища Юленурме.
1 листопада 1990 року Юленурмеська сільська рада Тартуського повіту перетворена у волость Юленурме з отриманням статусу самоврядування.